# روبرت دانا
روبرت دانا (بالإنجليزية: Robert Dana)‏ هو شاعر أمريكي، ولد في 2 يونيو 1929 في بوسطن في الولايات المتحدة، وتوفي في 6 فبراير 2010 في آيوا سيتي في الولايات المتحدة بسبب سرطان البنكرياس.